# Selaginella hayatana
Selaginella hayatana là một loài dương xỉ trong họ Selaginellaceae. Loài này được Kümmerle mô tả khoa học đầu tiên năm 1928.
Danh pháp khoa học của loài này chưa được làm sáng tỏ. 